# Estació de Gerb
Gerb és una estació de ferrocarril de FGC situada a l'est de la població de Gerb, municipi d'Os de Balaguer, a la comarca de la Noguera. L'estació es troba a la línia Lleida - la Pobla de Segur per on circulen trens de la línia RL2 amb destinació la Pobla de Segur passant per Tremp. També trens turístics sota el nom comercial del Tren dels Llacs. És un edifici inclòs a l'Inventari del Patrimoni Arquitectònic de Catalunya.
Aquesta estació va entrar en servei l'any 1949 quan es va obrir el tram entre Balaguer (1924) i Cellers-Llimiana. Actualment aquest baixador és una parada facultativa, que cal sol·licitar al cap de tren per tal que el comboi hi pari. L'estació està una mica apartada del poble i és de la mateixa època que la de Vallfogona de Balaguer, Térmens, etc. A cada poble l'estació té una particularitat. Actualment l'edifici ha esdevingut habitatge de l'encarregat de les tasques del ferrocarril a Gerb.
Segons el Pla Territorial de l'Alt Pirineu i Aran el tram entre Balaguer i la Pobla té una consideració regional «que dona servei a una població quantitativament modesta i a una demanda de mobilitat obligada molt feble».
L'any 2016 va registrar l'entrada de menys de 1.000 passatgers.

## Descripció
Clàssica construcció del ferrocarril de Lleida a La Pobla de Segur. La planta és rectangular i s'aixequen dues pisos i golfes. La planta baixa i el pis estan separats per una cornisa de pedra. Les finestres, igual que les portes tenen acabats de pedra. tota l'estació està arrebossada.
Al costat de l'edifici hi ha la construcció on s'allotgen els lavabos, típic d'aquestes construccions. La teulada és a dues vessants molt marcades i les portes tenen una decoració amb un bon rematat de pedra.
| Línia Lleida - la Pobla de Segur de FGC |          |       |                         |                        |
| Procedència/Destinació                  | <        | Línia | >                       | Procedència/Destinació |
| Lleida Pirineus                         | Balaguer |       | Sant Llorenç de Montgai | La Pobla de Segur      |